# Джеки Чан: Мои трюки
«Джеки Чан: Мои трюки» (англ. Jackie Chan: My Stunts, кит. 成龙的特技) — документальный фильм режиссёра Джеки Чана.
Успех таких хитов, как «Разборка в Бронксе», «Первый удар» и «Час пик» утвердил Джеки Чана как одного из самых популярных в мире актёров. В фильме Чан показывает, как он совершенствует своё ремесло.
Актёр Рон Смуренбург (работавший с Чаном в фильме «Кто я?») признал, что его негативное отображение в документальном фильме сильно повлияло на его дальнейшую карьеру.

## В ролях
- Джеки Чан
- Кен Ло
- Брэдли Джеймс Аллан
- Энтони Карпио
- Чунг Чи Ли
- Роки Чунг